# Pomnik Wdzięczności Armii Czerwonej w Opocznie
Pomnik Wdzięczności Armii Czerwonej – pomnik upamiętniający żołnierzy radzieckich poległych w okolicach Opoczna podczas walk z okupantem hitlerowskim w styczniu 1945 r. 
Początkowo pomnik był usytuowany na Placu Strażackim w Opocznie. Powstał w kwietniu 1945 r. Budulcem był biały piaskowiec. Na szczycie pomnika umieszczono pięcioramienną czerwoną gwiazdę z sierpem i młotem, a w dolnej części, na pionowej kamiennej tablicy, znajdował się napis w języku rosyjskim „Wieczna pamięć Bohaterom poległym w walce o wyzwolenie naszej Ojczyzny”. W 1948 r. kilkoro uczniów opoczyńskiego gimnazjum przeprowadziło nieudaną próbę wysadzenia pomnika w powietrze. Po kilku latach sprawcy zostali rozpoznani i skazani na karę więzienia. Na początku lat 90. XX wieku pomnik został przeniesiony na cmentarz przy ul. Granicznej w Opocznie, do kwatery, w której spoczywają m.in. szczątki żołnierzy radzieckich poległych w 1945 r. Po przeniesieniu pomnik pozbawiono czerwonej gwiazdy, a na jej miejscu umieszczono krzyż prawosławny.